# Desiderius Beck

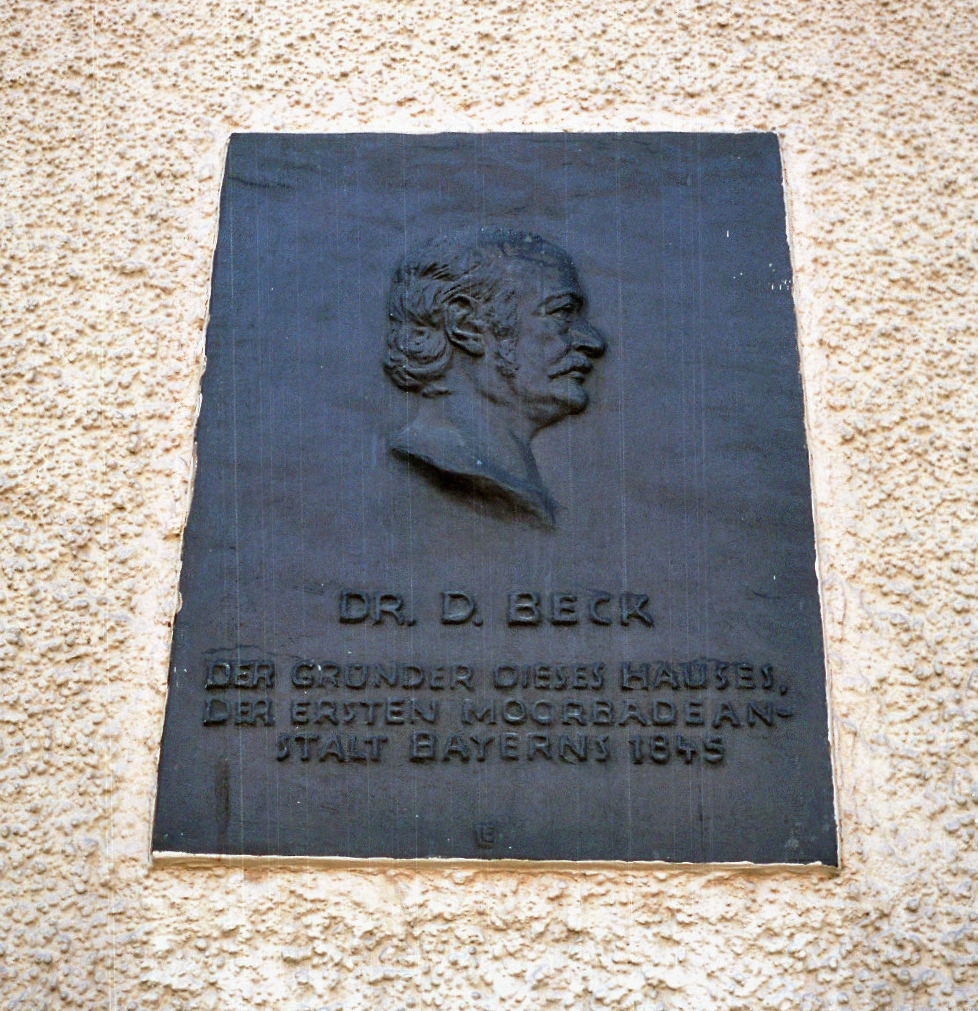
Desiderius Beck auf einer Gedenktafel an der Nordwand des ehemaligen Hotels Ludwigsbad in Bad Aibling

Desiderius Beck (* 12. Januar 1804 in Ebersberg; † 11. August 1877 in Bad Aibling) war ein königlich bayerischer Gerichtsarzt. Er eröffnete 1845 die erste bayerische Sole- und Moorschlamm-Badeanstalt in Bad Aibling in der Rosengasse, das spätere Ludwigsbad.
Beck scheiterte am fehlenden unternehmerischen Geschick und an der massiven Ablehnung der Aiblinger Bevölkerung. Erst als 1857 die Eisenbahn Bad Aibling mit Besuchern versorgte, wurde Becks Idee vom Unternehmer Karl von Berüff wieder aufgenommen. Seine Badeanstalt bekam 1871 zu Ehren des Bayernkönigs den Namen Ludwigsbad.
Becks Verdienste für Bad Aibling wurden spät honoriert, erst zwei Jahre vor seinem Tod erhielt er 1875 die Ehrenbürgerschaft der Stadt. Im Jahre 2007 wurde sein Konzept einer Kombination aus Moor- und Soletherapie mit der Eröffnung der Therme Bad Aibling wieder aufgenommen, zuvor war Badetorf jahrzehntelang das einzige Kurmittel Bad Aiblings.
Heute vergibt die Stadt Bad Aibling die seinem Andenken gewidmete Desiderius-Beck-Medaille unregelmäßig an verdiente Persönlichkeiten.
Im Sommer 2009 wurde in der Bad Aiblinger Ausstellungshalle das von Christine und Klaus Jörg Schönmetzler geschriebene Stadtspiel „Desiderius – oder das Ende vom Anfang“ zur Aufführung gebracht. Es behandelt das Leben Becks in Bad Aibling sowie die Entstehung und den Niedergang seiner Badeanstalt.